# Beda Hübner
Beda Hübner, magyarosan: Hübner Beda (Temesvár, 1740. december 18. – Salzburg, 1811. április 2.) Szent Benedek-rendi áldozópap.

## Élete
A humaniorákat Styrben (Felső-Ausztriában), a bölcseletet Salzburgban hallgatta; a próbaév eltelte után 1757. szeptember 20-án vétetett föl a rendbe és 1763-ban miséspappá szenteltetett föl. Két évig egyházjogot tanult és apátsági titkár, könyvtárnok és penitenciárius volt Maria-Plainban és segédlelkész több helyt 1798-ig. Ekkor betegen visszatért a salzburgi kolostorba, ott érte a halál. 

## Munkája
- Vollständige Anleitung zur Planzung, Verbreitung und Benützung des Erdapfels oder Kartoffeln. Salzburg, 1807.

Kéziratait, számszerint 14-et fölsorolja a Scriptores S. Benedicti, melyek a rend salzburgi levéltárában vannak. 